# لنون پارام
لنون پارام (انگلیسی: Lennon Parham؛ زادهٔ ۲۶ اکتبر ۱۹۷۶) بازیگر، کمدین و نویسنده اهل ایالات متحده آمریکا است. وی از سال ۲۰۰۱ میلادی تاکنون مشغول فعالیت بوده‌است.